# Naskórek

Budowa histologiczna (mikroskop optyczny)

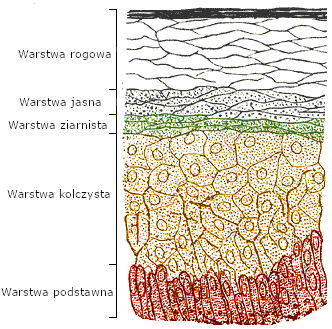
Warstwy naskórka

Naskórek, epiderma (łac. epidermis), u bezkręgowców także hipoderma (łac. hypodermis) – najbardziej zewnętrzny i jednocześnie najcieńszy nabłonek okrywający powłokę ciała organizmu zwierzęcego, pochodzenia ektodermalnego, u kręgowców składający się z kilku warstw komórek, a u bezkręgowców z jednej.
Naskórek kręgowców jest zewnętrzną warstwą skóry – ma około 0,5 mm, przy czym grubość ta jest większa (do 1,0 – 1,5 mm) na skórze podeszwy i dłoni. 
Opisywany jest jako nabłonek wielowarstwowy płaski rogowaciejący, choć spłaszczone są tylko komórki zewnętrznych warstw naskórka, dolne warstwy stanowią komórki sześcienne lub walcowate.
W skład naskórka wchodzą komórki układające się w warstwy (od 6 do 20), następujących typów:
- nabłonkowe – keratynocyty, stanowiące główną masę naskórka
- komórki Merkla – receptory dotyku
- melanocyty
- komórki dendrytyczne.

Unaczynienie skóry:
- sieć głęboka – skóra właściwa, tkanka podskórna
- sieć podbrodawkowa – u podstawy brodawek
- sieć powierzchowna.

Przy oziębieniu następuje odruchowy skurcz naczyń krwionośnych oraz mięśni przywłosowych.

## Warstwy
Keratynocyty układają się w naskórku w 5 warstw. Idąc od błony podstawnej, są to:
- warstwa podstawna (stratum basale) – najgłębiej położona część naskórka
- warstwa kolczysta (stratum spinosum)
- warstwa ziarnista (stratum granulosum)
- warstwa jasna, inaczej świetlana (stratum intermediale, lucidum) (tylko w grubych naskórkach, np. podeszwy)
- warstwa rogowa naskórka (stratum corneum), jej część podlegająca złuszczaniu to stratum disjunctum.

Warstwa podstawna i warstwa kolczysta to warstwy żywe. Nazywa się je łącznie warstwą rozrodczą (stratum germinativum) albo strefą Malpighiego.
Wytwarza włosy, paznokcie, gruczoł łojowy, potowy, mlekowy (elementy martwe). Warstwa rogowa naskórka ochrania skórę przed czynnikami chorobotwórczymi. Poza tym nie przepuszcza wody.
Melanina znajdująca się w naskórku nadaje barwę skórze i chroni przed działaniem promieniowania słonecznego.

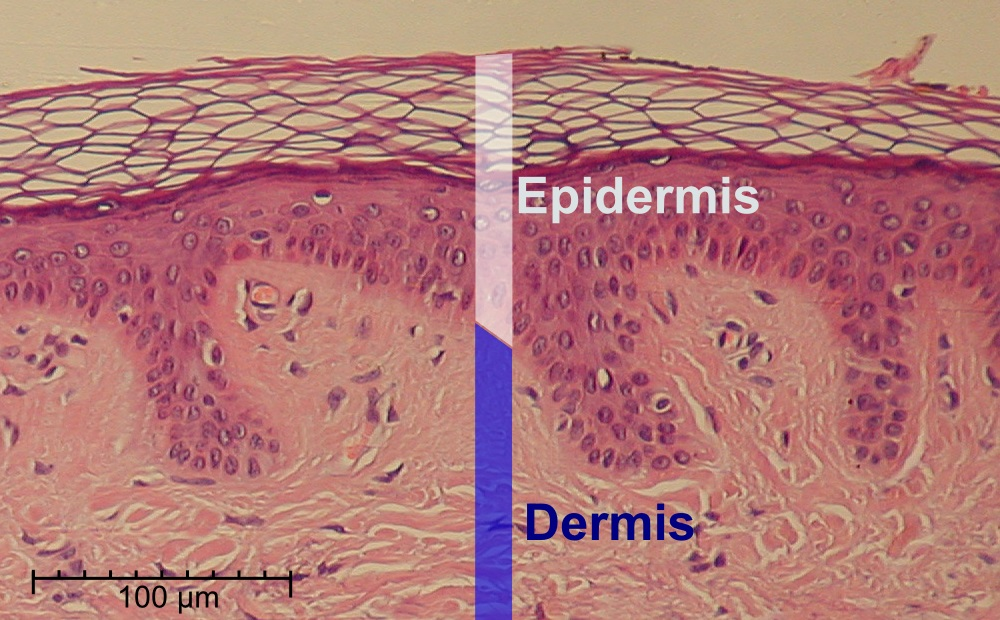
Preparat histologiczny w MŚ, barwienie HE. Zaznaczono naskórek
Tomografia koherencyjna skóry palca ukazująca warstwy naskórka. U góry warstwa zrogowaciała (złuszczającą się), w środku warstwa świetlana. Na dole widoczna powierzchowna część skóry właściwej. Widoczne przewody potowe